# Ryan Simpkins
Ryan Simpkins (New York, 25 marzo 1998) è un'attrice statunitense.

## Biografia
Sorella maggiore dell'attore Ty Simpkins, Ryan Simpkins è nota soprattutto per le sue interpretazioni in film come Pride and Glory - Il prezzo dell'onore, A Single Man e Revolutionary Road.

## Filmografia parziale
- SherryBaby, regia di Laurie Collyer (2006)
- CSI - Scena del crimine (CSI: Crime Scene Investigation) - serie TV (2006)
- Gardens of the Night, regia di Damian Harris (2008)
- Pride and Glory - Il prezzo dell'onore (Pride and Glory), regia di Gavin O'Connor (2008)
- Revolutionary Road, regia di Sam Mendes (2008)
- Balls Out: Gary the Tennis Coach, regia di Danny Leiner (2009)
- A Single Man, regia di Tom Ford (2009)
- Surveillance, regia di Jennifer Lynch (2008)
- Twixt, regia di Francis Ford Coppola (2011)
- Brigsby Bear, regia di Dave McCary (2017)
- Casa Casinò, regia di Andrew Jay Cohen (2017)
- Ladyworld, regia di Amanda Kramer (2018)
- Fear Street Parte 1: 1994, regia di Leigh Janiak (2021)
- Fear Street Parte 2: 1978, regia di Leigh Janiak (2021)
- Fear Street Parte 3: 1666, regia di Leigh Janiak (2021)
- Please Baby Please, regia di Amanda Kramer (2022)
- L'esorcismo - Ultimo atto (The Exorcism), regia di M. A. Fortin e Joshua John Miller (2024)